# فلسفة الحرب

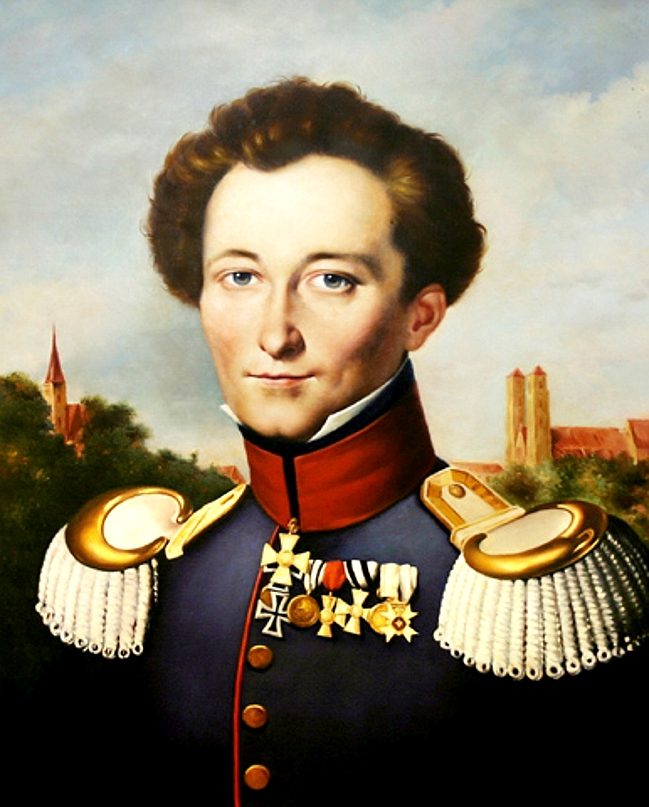

فلسفة الحرب هي مجال الفلسفة المكرس لدراسة قضايا مثل أسباب الحرب، والعلاقة بين الحرب والطبيعة البشرية، وأخلاقيات الحرب. تتداخل بعض جوانب فلسفة الحرب مع فلسفة التاريخ والفلسفة السياسية والعلاقات الدولية وفلسفة القانون.

## أعمال حول فلسفة الحرب
ربما كان العمل الأعظم والأكثر تأثيرًا حول فلسفة الحرب هو عمل كارل فون كلاوزفيتز عن الحرب، فهو يجمع بين الملاحظات على الاستراتيجية مع إثارته أسئلةً حول الطبيعة البشرية والغرض من الحرب. يمعن كلاوزفيتز النظر بالتحديد في غوغائية الحرب: هل كانت الحرب وسيلة للوصول إلى النهاية خارج نفسها أم أنها قد تكون النهاية في حد ذاتها. ويخلص إلى أن الاحتمال الأخير لا يمكن أن يكون صحيحًا، وأن الحرب هي «سياسة بوسائل مختلفة»؛ بمعنى أن هذه الحرب يجب ألا تكون موجودة فقط من أجل الحرب. يجب أن تخدم بعض الأغراض للدولة.
تحتوي رواية ليو تولستوي الحرب والسلام على انطباعات فلسفية متكررة حول فلسفة الحرب (والتكهنات الميتافيزيقية الأوسع المستمدة من المسيحية وملاحظات تولستوي للحروب النابليونية). كان لها تأثير على الفكر اللاحق للحرب. كان لفلسفة تولستوي للحرب المتمحورة حول المسيحية (وخاصة مقالاته «رسالة إلى هندوسي» و«مملكة الرب بداخلك») تأثيرٌ مباشرٌ على فلسفة غاندي المتمحورة حول الهندوسية والتي تتبنى المقاومة السلمية.
في حين يركز عمل سون تزو فن الحرب في الغالب على الأسلحة والاستراتيجية بدلًا من الفلسفة، تُوسَّع ملاحظاته غالبًا إلى فلسفة مطبقة في مواقف تمتد إلى ما بعد الحرب نفسها. تناقش أجزاء من تحفة نيكولو مكيافيلي الأمير (وأيضًا نقاشات حول ليفي) وأجزاء من عمله هو الآخر المُسمّى فن الحرب بعض النقاط الفلسفية المتعلقة بالحرب، رغم عدم إمكانية القول إن أي كتاب مما ذُكر كان عملًا يختص في فلسفة الحرب.

## نظرية الحرب العادلة
تقدم الملحمة الهندوسية الهندية، ماهابهاراتا، أول مناقشات مكتوبة حول «الحرب العادلة» (دارما يودها أو «الحرب الصالحة»). في ذلك، يسأل أحد الإخوة الحاكمين الخمسة (باندافا) ما إذا كان من الممكن تبرير المعاناة التي تسببها الحرب. ثم يتلو ذلك نقاش طويل بين الأشقاء، واضعين معايير مثل التناسبية (لا يمكن للعربات مهاجمة الفرسان، بل العربات الأخرى فقط؛ لا تجوز مهاجمة الأشخاص الذين يعيشون في ضائقة)، والأساليب العادلة (لا يُسمح بالسهام المسمومة أو الشائكة)، والسبب العادل (لا تهاجم بدافع الغضب)، والمعاملة العادلة للأسرى والجرحى. تنص فلسفة الحرب العادلة على ماهية جوانب الحرب التي يمكن تبريرها وفقًا لمبادئ مقبولة أخلاقيًا. تستند نظرية الحرب العادلة إلى أربعة معايير أساسية يتّبعها أولئك المصممون على الذهاب إلى الحرب. المبادئ الأربعة هي كما يلي: السلطة العادلة، والسبب العادل، والنية السليمة، والحل الأخير.

### السلطة العادلة
يشير معيار السلطة العادلة إلى شرعية العزم على الذهاب إلى الحرب، هل عُولج مفهوم الحرب والسعي خلفها وبُرّر قانونيًا؟

### السبب العادل
السبب العادل هو سبب مبرر لأن الحرب هي الرد المناسب والضروري. إذا كان من الممكن تجنب الحرب، فيجب تحديد ذلك أولًا، وفقًا لفلسفة نظرية الحرب العادلة.

### النية السليمة
للذهاب إلى الحرب، يجب تحديد ما إذا كانت نوايا القيام بذلك سليمةً وفقا للأخلاق. يتطلب معيار النية السليمة تحديد ما إذا كانت استجابةُ الحرب طريقةً يمكن قياسها نسبةً إلى النزاع الذي يجري التعامل معه أم لا.

### الحل الأخير
الحرب هي الملاذ الأخير، بمعنى أنه إذا كان هناك نزاعٌ بين الأطراف المتعارضة، فيجب تجريب جميع الحلول قبل اللجوء إلى الحرب.

## تقاليد الفكر
نظرًا إلى أن فلسفة الحرب تُعامل غالبًا على أنها مجموعة فرعية من فرع آخر من الفلسفة (على سبيل المثال، الفلسفة السياسية أو فلسفة القانون)، سيكون من الصعب تحديد أي مدارس فكرية واضحة بالمعنى نفسه، على سبيل المثال، يمكن وصف الوجودية أو الموضوعية بأنهما حركتان منفصلتان. تشير موسوعة ستانفورد للفلسفة إلى أن كارل فون كلوزويتز هو «الفيلسوف الوحيد للحرب» (كما يُقال)، ما يعني أنه الكاتب الفلسفي (الرائد) الوحيد الذي يطور نظامًا فلسفيًا يركز حصريًا على الحرب. ومع ذلك، فقد تطورت تقاليد الفكر الملموسة حول الحرب مع مرور الوقت، حتى تمكن بعض الكتاب من التمييز بين الفئات الواسعة (حتى ولو كان ذلك غير دقيق إلى حد ما).